# Parang-juuibo
Parang-juuibo (em coreano: 파랑주의보) é um filme sul coreano de 2005 de drama e romance. Dirigido por Jeon Yun-su e escrito por Kwak Jae-young, o filme contou com a participação dos atores Cha Tae-hyun
e Song Hye-kyo. Trata-se de uma refilmagem do filme japonês Sekai no Chūshin de, Ai o Sakebu adaptado do romance de Socrates in love de Kyoichi Katayama.

## Sinopse
Um simples adolescente Su-ho e a muito popular Su-Eun começam a namorar. Seu amor jovem é o objeto de muita inveja de outros estudantes, mas para Su-ho e Su-Eun, o amor apenas parece esplêndido e eterno. No entanto, Su-ho encontra algo trágico sobre a garota que ele ama...

## Elenco
- Song Hye-kyo como Su-eun
- Cha Tae-hyun como Kim Su-ho
- Song Chang-eui como Park Jong-goo
- Kim Hae-Sook como mãe de Kim Su-ho